# Kary Steele
 (juillet 2025).
Si vous disposez d'ouvrages ou d'articles de référence ou si vous connaissez des sites web de qualité traitant du thème abordé ici, merci de compléter l'article en donnant les références utiles à sa vérifiabilité et en les liant à la section « Notes et références ».
Pour les articles homonymes, voir Steele.
Kary Steele est une joueuse canadienne de rugby à XV, née le 11 mai 1974, de 1,65 m pour 84 kg, occupant le poste de trois-quart centre à Burnaby Lake Rugby Club. 

## Palmarès
(au 20.01.2025)
- 10 sélections en Équipe du Canada de rugby à XV féminin[1]
- participation à la Coupe du monde féminine de rugby à XV 2002, 2006: 4e place.